# Estados Unidos de África

Descripción geográfica de África.

Estados Unidos de África es el nombre de una posible federación de naciones africanas propuesta por Kwame Nkrumah.
El exgobernante de Libia Muammar al-Gaddafi era el principal promotor de la idea de agrupar a 53 naciones africanas (en ese momento no existía Sudán del Sur) bajo un solo gobierno. Gaddafi argumentaba que la creación de los Estados Unidos de África es la única manera de solucionar los problemas de pobreza y atraso que abruman al continente: "Nuestro continente está atrasado, es pobre, sufre de enfermedades, está dividido y explotado (...) ¿deberíamos permitir que esta situación continúe?"
El 1 de julio de 2007, en la cumbre de la Unión Africana realizada en Acra, Ghana, los representantes de 53 países aprobaron la creación y un comité de ministros para estudiar las funciones de un gobierno supranacional.
En principio, hay consenso continental acerca de la necesidad de crear una unión africana, pero el proceso de integración ha planteado interrogantes en torno a la seguridad colectiva y la soberanía de los países más pequeños y cómo abordar los derechos de las culturas minoritarias y tribales del continente.